# デイジーカッター

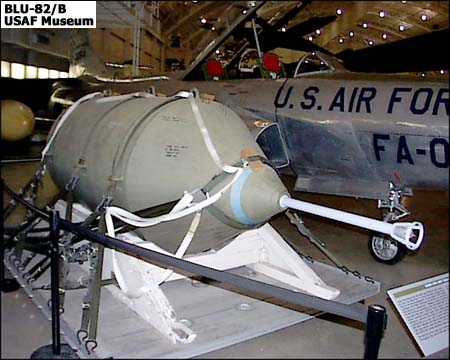
BLU-82/B 爆弾

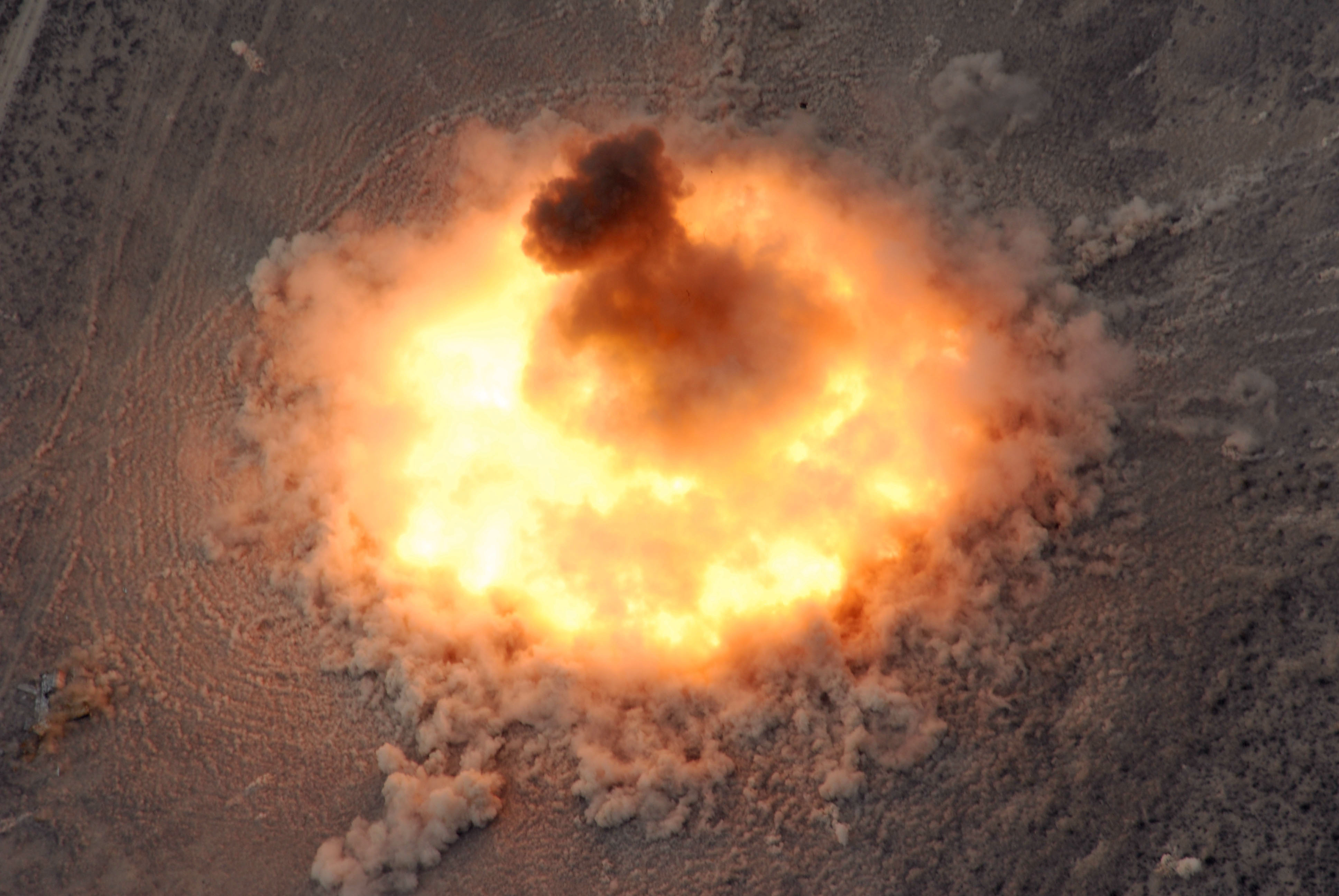
BLU-82爆弾の爆発

デイジーカッター（Daisy Cutter）は軍事スラングで、地表の構造物を薙払うように吹き飛ばす爆弾、あるいはそのような目的で作られた延長信管を指す。デイジー（Daisy）とはヒナギクの英名のことで、ヒナギクは原産の欧州では芝生の雑草扱いのため、デイジーカッターは「雑草を刈るもの」という意味になる。
代表的なものとして、アメリカ空軍が開発した総重量約6,800 kgの巨大爆弾、制式名称BLU-82/B がある。

## 概要
BLU-82/B は、爆薬にはスラリー爆薬を使用し炸薬重量は約5,700 kg。C-130輸送機などから投下した後パラシュートを開いて減速しながら降下、地上約1mの高さで信管が地面に接触し爆発する。誘導装置がついていないため命中精度はよくないが、目標をピンポイントで狙って使用するものではないため、影響はないと考えることもできる。
BLU-82/B はベトナム戦争のときに開発され、当時は爆発によってジャングルの木を一気になぎ払って簡易ヘリポートを作るために使用された。また湾岸戦争時には地雷原除去のために使用され、その爆発を見た兵士の一部（報道によれば、イギリス陸軍SAS隊員）は戦術核兵器の爆発と誤認したほどであったと言う。また、イラク戦争では、 BLU-82/Bの爆撃を受けたイラク軍は「アメリカ軍が原爆攻撃を行った」と報告した（雑誌『軍事研究』より）。
BLU-82/Bに限らず、デイジーカッターは燃料気化爆弾であるといわれる場合があるが、これは間違いであり、区別すべきである。この間違いは、現在一般に流れているBLU-82/Bについての情報を、マスコミなどが独自に推定したことから広まっている。
また、「スラリー爆薬にアルミニウム粉末などが混合されている」との情報から、BLU-82/B は粉塵爆発を動作原理としているとする報道やWebサイトがあるが、これも完全な誤解である。アルミニウム粉末を空中に散布して爆発させるためには、濃度に加え天候などの厳しい条件を満たす必要があり、信頼性に欠け、実用兵器とはなり得ないと考えられている。火薬学においてよく知られているように、爆薬の猛度を高めるためのアルミニウム粉末の添加はTNTやRDXでも一般的に行われており、欧米では発破作業に用いるスラリー爆薬にもアルミニウム粉末が添加されることが多い（日本では法規制のため行われていない）。使用目的が破片による人員殺傷や機材の破壊ではなく、爆風によって森林などの構造物を薙ぎ払うことであれば、アルミニウム粉末の添加は適切と考えられる。
2008年7月15日、アメリカ空軍が保有する最後のデイジーカッターがユタ州の演習場に投下され、爆破処分された。
後継装備としてMassive Ordnance Air Blast bombが存在する。